# Giuseppe Farinelli
Giuseppe Farinelli, vlastním jménem Giuseppe Francesco Finco, (7. května 1769, Este – 12. prosince 1836 Terst) byl italský hudební skladatel.

## Život
Jméno Farinelli skladatel přijal po jednom z nejproslulejších kastrátů-sopránů v historii hudby 18. století, jako výraz vděčnosti za pomoc ve svých hudebních začátcích. Studoval nejprve ve svém rodišti a později v Benátkách u Antonia Martinelliho. V roce 1785 odešel do Neapole a pokračoval ve studiu na Conservatorio della Pietà dei Turchini. Jho učiteli byli Lorenzo Fago (harmonie), Nicola Sala (kontrapunkt), Giacomo Tritto (kompozice) a Barbiello (zpěv).
Jeho první opera, Il dottorato di Pulcinella, ukázala skladatelův komediální talent a setkala se s nadšeným přijetím. Po několika letech v Neapoli odešel v roce 1810 do Turína. V roce 1817 získal funkci maestro al cembalo v Teatro Nuovo (prakticky odpovídající dnešnímu dirigentu) v Terstu. O dva roky později se stal kapelníkem a varhaníkem v tertské katedrále, kde setrval až do své smrti.
Většina jeho oper vznikla v letech 1800–1810, kdy stál na vrcholu popularity. S příchodem Gioachina Rossiniho začaly být jeho opery méně žádané a v roce 1817 přestal zcela s kompozicí oper. Jeho dílo, kromě oper, zahrnuje 3 klavírní sonáty, 3 oratoria, 11 kantát, 5 mší a mnoho dalších chrámových skladeb.

## Dílo

### Opery
- I riti d'Orfeo
- Il trionfo di Emilio
- La locandiera
- L'amor sincero
- Bandiera d'ogni vento
- La Pulcella di Rab o Rullo e Dallaton
- Il finto sordo
- Pamela
- Oro senza oro
- La Giulietta
- La finta sposa
- Teresa e Claudio
- L'amica dell'uomo
- Un effetto naturale
- Odoardo e Carlotta
- Il colpevole salvato dalla colpa
- L'Annetta, ossia virtù trionfa
- L'indolente
- L'incognita
- La terza lettera ed il terzo Martinello
- Il duello per complimento
- Idomeneo
- Attila
- Il Cid delle Spagne
- La Ginevra degli Aimieri
- Il matrimonio per concorso
- La Climene
- La Caritea
- Il dottorato di Pulcinella
- La contadina di spirito
- Il nuovo savo della Grecia
- Raggiri a sorpresa
- L'inganno non dura
- Adriano in Siria
- Scipio in Cartago
- Zoraide
- La Chiarina
- Il testamento a sei cento mille franchi
- La donna di Bessarabia
- Il nuovo destino (kantáta)

### Crámová hudba
- Messa in re a 4 voci
- Messa in re a 5 voci
- Messa a 2 e 3 voci
- Messa pastorale a 4 voci
- Messa pastorale in sol a 2 voci
- Dixit in do a 2 voci
- Dixit in re a 4 voci
- Te Deum in la a 4 voci
- Te Deum in re a 2 voci
- Responsori di S. Antonio a 4 voci
- Laudate pueri a 4 voci
- Credo a 2 voci
- Miserere a 4 voci
- Improperia per il venerdì santo a 4 voci
- Stabat Mater a 2 voci
- Tobias, oratorium